# Piz Sardona
Der Piz Sardona (deutsch seltener Surenstock) ist ein 3057 m hoher Berg an der Grenze zwischen den Schweizer Kantonen Glarus und St. Gallen.
Auf der St. Galler Seite befindet sich der Sardonagletscher, der in das Walsertal Calfeisen und dann in das Taminatal mündet. Auf der Glarner Seite geht es hinab nach Elm.
Der Piz Sardona ist über einen breiten Sattel mit dem Piz Segnas (3099 m) verbunden. Dort findet sich auch das Dreikantonseck mit Graubünden (3002 m). Die Nachbarspitzen sind unter anderem im Südosten der Piz Dolf (3028 m) und weiter östlich der Ringelspitz.

## Weblinks

Piz Sardona, historisches Luftbild von Werner Friedli (1949)